# Trophée de France 2018
Navigation
Édition précédente Édition suivante
Le Trophée de France est une compétition internationale de patinage artistique qui se déroule en France au cours de l'automne. Il accueille des patineurs amateurs de niveau senior dans quatre catégories: simple messieurs, simple dames, couple artistique et danse sur glace. En 2018 il s'appelait également Internationaux de France.
Le trente-deuxième Trophée de France est organisé du 23 au 25 novembre 2018 à la patinoire Polesud de Grenoble. Il est la sixième compétition du Grand Prix ISU senior de la saison 2018/2019.
Un hommage est rendu à Denis Ten au début du gala, le dimanche 25 novembre 2018.

## Résultats

### Messieurs

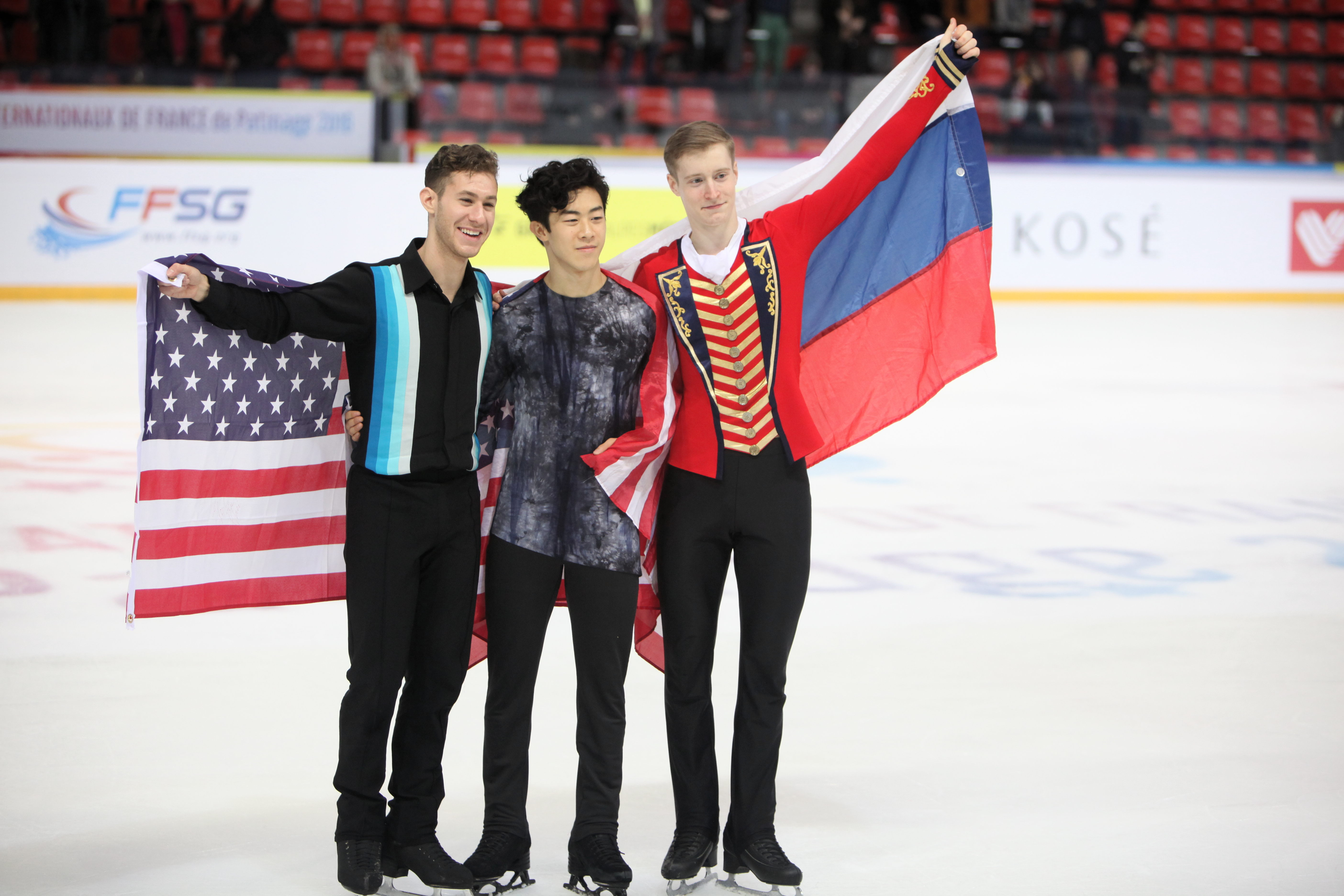
Podium des Messieurs

| Rang    | Nom               | Pays       | Points | Programme court | Programme court | Programme libre | Programme libre |
| ------- | ----------------- | ---------- | ------ | --------------- | --------------- | --------------- | --------------- |
| 1       | Nathan Chen       | États-Unis | 271.58 | 3               | 86.94           | 1               | 184.64          |
| 2       | Jason Brown       | États-Unis | 256.33 | 1               | 96.41           | 3               | 159.92          |
| 3       | Aleksandr Samarin | Russie     | 247.09 | 2               | 90.86           | 4               | 156.23          |
| 4       | Dmitri Aliev      | Russie     | 237.82 | 9               | 75.15           | 2               | 162.67          |
| 5       | Kevin Aymoz       | France     | 231.16 | 6               | 81.00           | 5               | 150.16          |
| 6       | Romain Ponsart    | France     | 229.86 | 4               | 84.97           | 6               | 144.89          |
| 7       | Deniss Vasiļjevs  | Lettonie   | 221.26 | 5               | 82.30           | 7               | 138.96          |
| 8       | Keiji Tanaka      | Japon      | 216.32 | 8               | 79.35           | 8               | 136.97          |
| 9       | Jin Boyang        | Chine      | 208.89 | 7               | 79.41           | 10              | 129.48          |
| 10      | Daniel Samohin    | Israël     | 205.99 | 10              | 72.33           | 9               | 133.66          |
| Abandon | Nicolas Nadeau    | Canada     |        | 11              | 61.46           |                 |                 |
| Forfait | Chafik Besseghier | France     |        |                 |                 |                 |                 |

### Dames

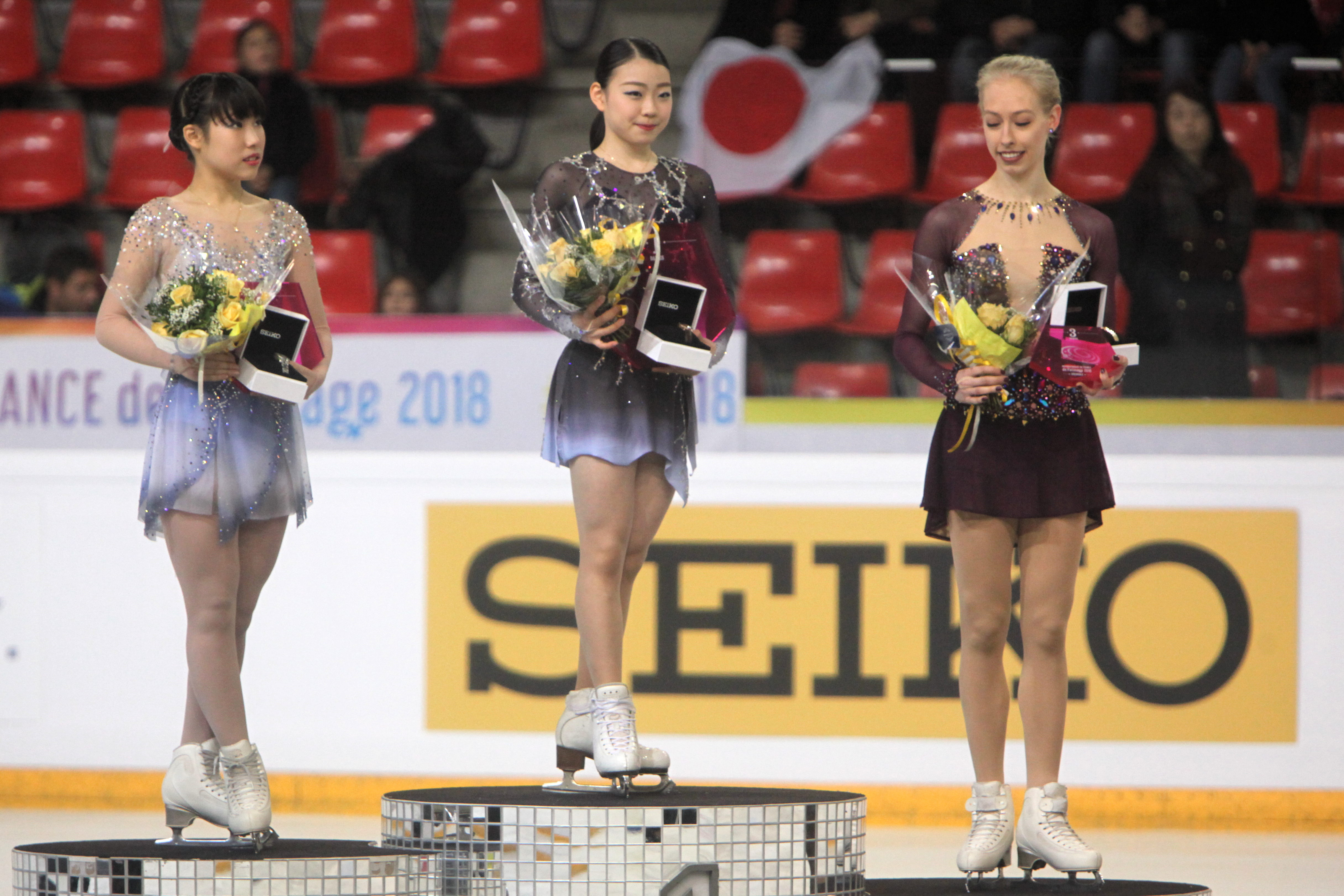
Podium des Dames

| Rang | Nom                      | Pays       | Points | Programme court | Programme court | Programme libre | Programme libre |
| ---- | ------------------------ | ---------- | ------ | --------------- | --------------- | --------------- | --------------- |
| 1    | Rika Kihira              | Japon      | 205.92 | 2               | 67.65           | 1               | 138.28          |
| 2    | Mai Mihara               | Japon      | 202.81 | 1               | 67.95           | 3               | 134.86          |
| 3    | Bradie Tennell           | États-Unis | 197.78 | 6               | 61.34           | 2               | 136.44          |
| 4    | Ievguenia Medvedeva      | Russie     | 192.81 | 3               | 67.55           | 5               | 125.26          |
| 5    | Stanislava Konstantinova | Russie     | 189.67 | 10              | 54.91           | 4               | 134.76          |
| 6    | Marin Honda              | Japon      | 188.61 | 4               | 65.37           | 6               | 123.24          |
| 7    | Maria Sotskova           | Russie     | 177.59 | 5               | 61.76           | 7               | 115.83          |
| 8    | Maé-Bérénice Méité       | France     | 168.02 | 7               | 60.86           | 8               | 107.16          |
| 9    | Laurine Lecavelier       | France     | 157.24 | 11              | 51.66           | 9               | 105.58          |
| 10   | Alexia Paganini          | Suisse     | 156.51 | 8               | 56.88           | 10              | 99.63           |
| 11   | Léa Serna                | France     | 149.49 | 9               | 55.31           | 12              | 94.18           |
| 12   | Matilda Algotsson        | Suède      | 146.35 | 12              | 48.58           | 11              | 97.77           |

### Couples

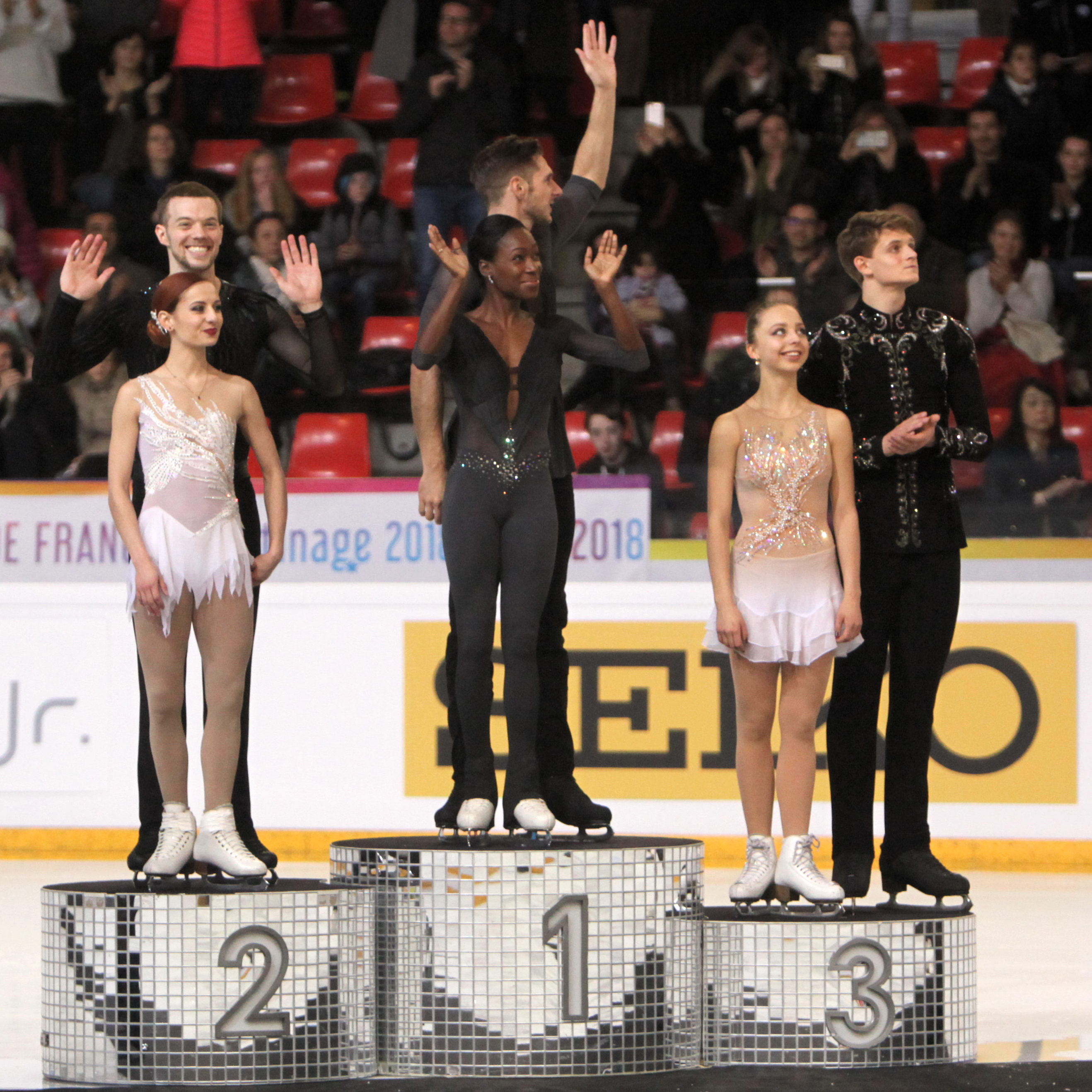
Podium des couples artistiques

| Rang | Nom                                      | Pays          | Points | Programme court | Programme court | Programme libre | Programme libre |
| ---- | ---------------------------------------- | ------------- | ------ | --------------- | --------------- | --------------- | --------------- |
| 1    | Vanessa James / Morgan Ciprès            | France        | 205.77 | 3               | 65.24           | 1               | 140.53          |
| 2    | Tarah Kayne / Daniel O'Shea              | États-Unis    | 191.43 | 4               | 63.45           | 2               | 127.98          |
| 3    | Aleksandra Boikova / Dimitrii Kozlovskii | Russie        | 189.84 | 1               | 68.83           | 3               | 121.01          |
| 4    | Ryom Tae-ok / Kim Ju-sik                 | Corée du Nord | 187.95 | 2               | 67.18           | 4               | 120.77          |
| 5    | Camille Ruest / Andrew Wolfe             | Canada        | 164.10 | 5               | 58.25           | 5               | 105.85          |
| 6    | Audrey Lu / Misha Mitrofanov             | États-Unis    | 157.28 | 6               | 56.71           | 7               | 100.57          |
| 7    | Minerva Fabienne Hase / Nolan Seegert    | Allemagne     | 154.77 | 7               | 52.61           | 6               | 102.16          |

### Danse sur glace

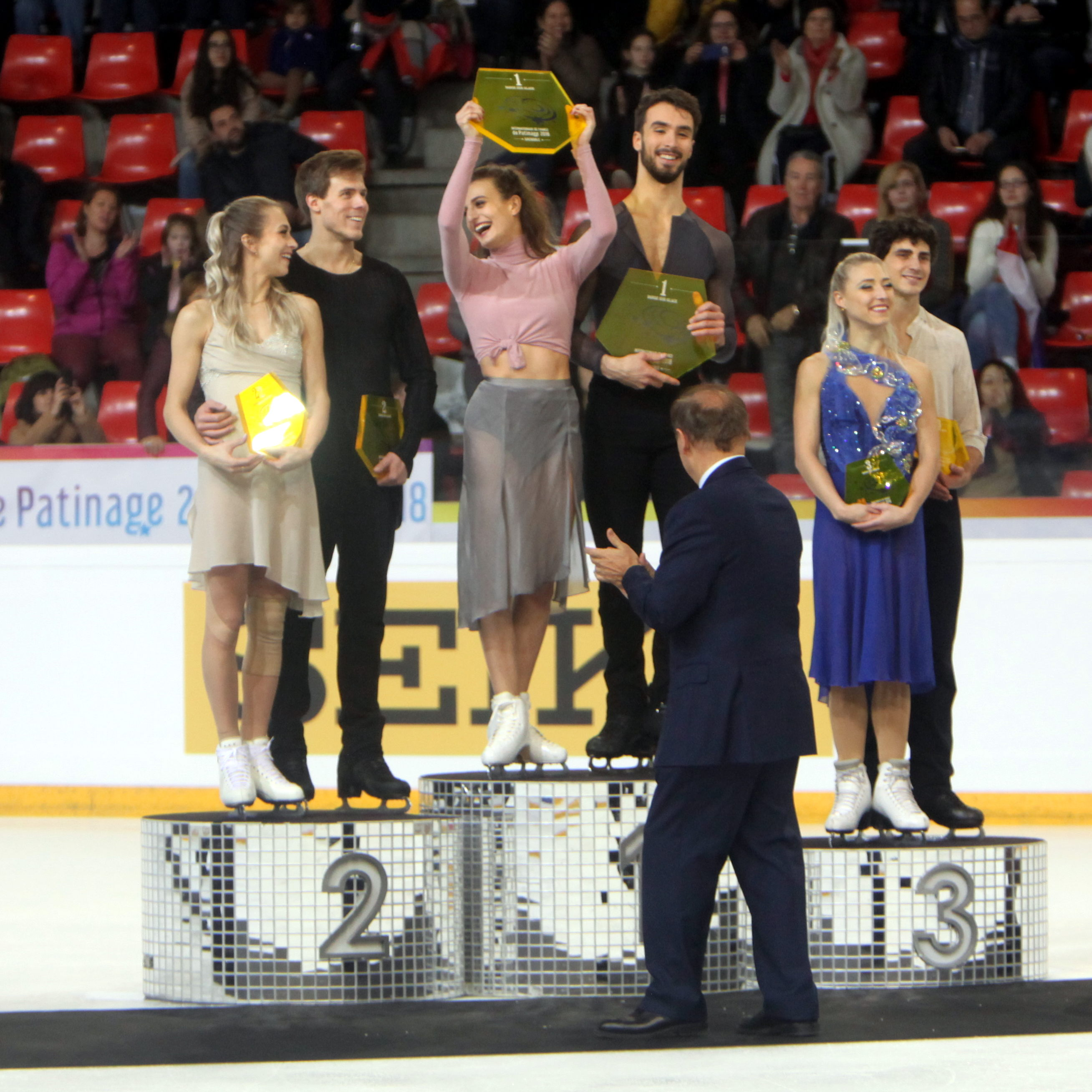
Podium de la danse sur glace

| Rang | Nom                                     | Pays       | Points | Danse rythmique | Danse rythmique | Danse libre | Danse libre |
| ---- | --------------------------------------- | ---------- | ------ | --------------- | --------------- | ----------- | ----------- |
| 1    | Gabriella Papadakis / Guillaume Cizeron | France     | 216.78 | 1               | 84.13           | 1           | 132.65      |
| 2    | Victoria Sinitsina / Nikita Katsalapov  | Russie     | 200.38 | 2               | 77.91           | 2           | 122.47      |
| 3    | Piper Gilles / Paul Poirier             | Canada     | 188.74 | 3               | 74.25           | 3           | 114.49      |
| 4    | Kaitlin Hawayek / Jean-Luc Baker        | États-Unis | 181.47 | 4               | 69.85           | 4           | 111.62      |
| 5    | Rachel Parsons / Michael Parsons        | États-Unis | 171.17 | 6               | 68.14           | 6           | 103.03      |
| 6    | Marie-Jade Lauriault / Romain Le Gac    | France     | 170.64 | 7               | 64.94           | 5           | 105.70      |
| 7    | Olivia Smart / Adrià Díaz               | Espagne    | 165.69 | 5               | 68.16           | 8           | 97.53       |
| 8    | Betina Popova / Sergey Mozgov           | Russie     | 163.18 | 8               | 63.64           | 7           | 99.54       |
| 9    | Allison Reed / Saulius Ambrulevicius    | Lituanie   | 153.27 | 9               | 59.77           | 9           | 93.50       |
| 10   | Adelina Galyavieva / Louis Thauron      | France     | 146.05 | 10              | 55.21           | 10          | 90.84       |

## Source
- Résultats des Internationaux de France 2018 sur le site de l'ISU